# Harley-Davidson K
La Harley-Davidson K est un modèle de moto produite entre 1952 et 1956 développée à partir du modèle 45 W précédent, mais avec un moteur flathead amélioré et une nouvelle transmission quatre vitesses contenues dans les mêmes carters qui seront utilisées sur le Sportster. Le Sportster héritera des bielles du modèle K ainsi que de nombreux autres éléments de conception.

## Conception et développement
Au début des années 1950 Harley-Davidson doit faire face sur le marché américain à des motos britanniques plus modernes et performantes qui font de l'ombre à ses modèles. Le constructeur de Milwaukee va alors se lancer dans un programme très ambitieux, car malgré une cylindrée identique de 740 cm3 et une distribution à soupapes latérales, ce nouveau bicylindre n’a plus grand-chose en commun avec les modèles WLA et WLC qui se sont notamment illustrées sur le champ des opérations lors de la seconde guerre mondiale.

### Modèle K
Cette nouvelle moto fait entrer Harley-Davidson dans la modernité en étant la première moto de la firme entièrement suspendue avec une fourche télescopique à l’avant et un bras oscillant arrière. Elle est également équipée d’un sélecteur de vitesse au pied droit avec levier d’embrayage au guidon.
Comme sur les modèles WL la distribution reste à soupapes latérales et il faudra attendre 1957 et le modèle Sportster pour qu'apparaisse enfin une distribution culbutée. Ce choix est surtout dicté par le fait qu'en compétition, Indian comme Harley-Davidson profitent pleinement de la réglementation de l’AMA privilégiant les moteurs américains. Ainsi, sous le prétexte d'une formule d'équivalence, l’AMA autorise en course une cylindrée maximum de 750 cm3 pour les motorisations américaines à soupapes latérales alors que les bicylindres culbutés britanniques ne doivent pas dépasser 500 cm3.
Malgré des côtes moteurs strictement identiques à un moteur série D de 1929 de 740 cm3 (45 in3), le V-twin de la K est cependant un nouveau moteur avec boîte de vitesses intégrée. Cela permet de limiter le poids (181 kg) et d'obtenir une meilleure rigidité, le tout dans une moto plus compacte dont le comportement routier est bien plus dynamique qu'une Hydra Glide de 260 kg. Cependant la puissance de ce nouveau bloc demeure très en dessous de ce que proposent les bicylindres anglais avec seulement 30 ch disponibles.

### Modèles KH et KHK
En 1954, les K et KK sont remplacées par la KH. La cylindrée atteint 883 cm3 (soit 55 in3) grâce à l'augmentation de la course du vilebrequin qui passe de 96,8 à 115,9 mm alors que l’alésage demeure identique aux WL, soit 69,85 mm (2" 3/4). La puissance du bicylindre alimenté par un carburateur Linkert M est de 38 ch avec une vitesse de pointe de 155 km/h.
Grâce à l'utilisation de nombreuses pièces performances disponibles et peu chères de la KR, la version course, une KH améliorée pouvait atteindre le 1/4 de mile en moins de 12 s et les 180 km/h en vitesse de pointe.
En 1955 et 1956 Harley-Davidson construira une version performance du Model KH : la KHK. Celle-ci avait des conduits d’admission et d’échappement polis, des profils de cames plus agressifs et un vilebrequin monté sur roulements à billes le tout pour une puissance de 52 ch.

## Séries K
- Modèles K et KK 1952 - 1953 : moteurs à soupapes latérales de 750 cm3 utilisant l'alésage de 69,85 mm du modèle 45 avec une course de 96,85 mm (2,75" x 3,8125").
- Modèle KR (compétition) 1953 - 1969 : moteurs à soupapes latérales de 750 cm3.
- Modèles KH et KHK 1954 - 1956 : moteurs à soupapes latérales de 883 cm3, utilisant l'alésage du modèle 45, mais avec une course augmentée à 115,6 mm (4,5625"). Il s'agit du seul petit bicylindre ayant une course plus longue que 3,8125" (96,85 mm). La course plus courte est par ailleurs universelle pour toute la ligne des modèles 45, K et Sportster de 1929 à nos jours, exceptions faites des XR750 (76 mm) et XB9 Buell (79,8 mm).

Harley-Davidson KH 1955
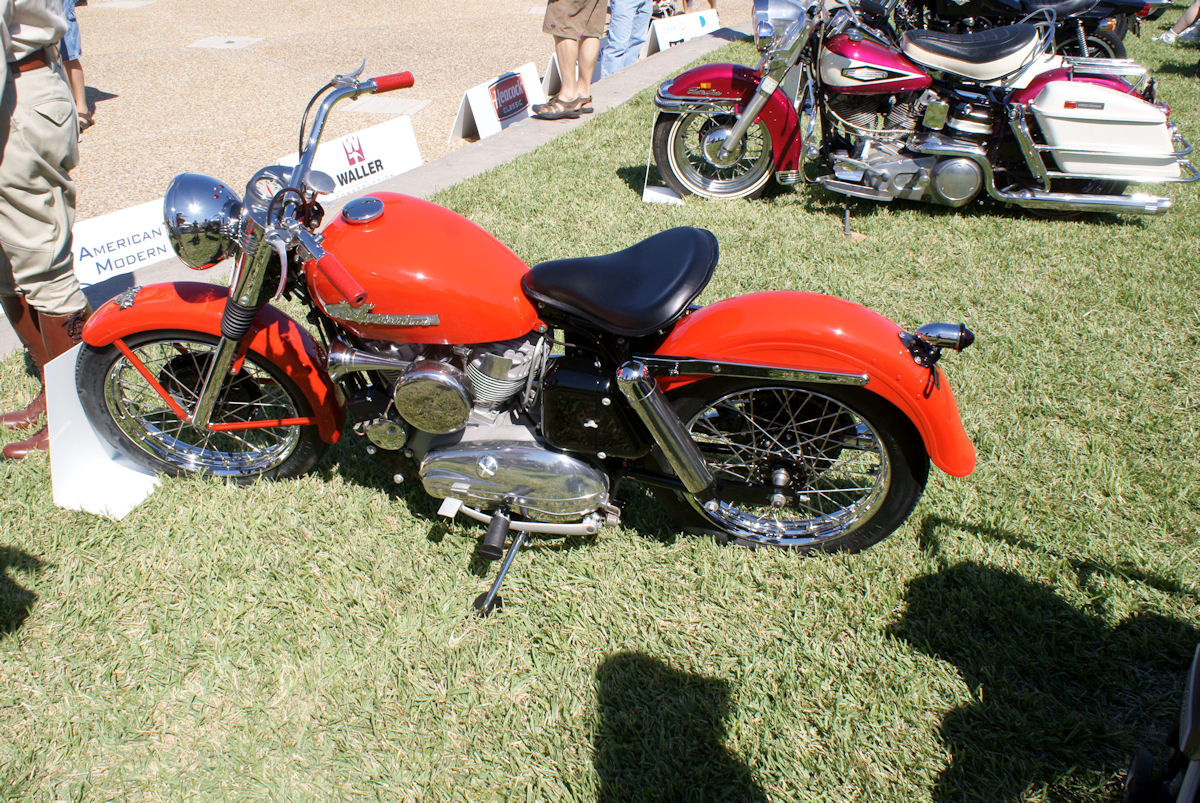
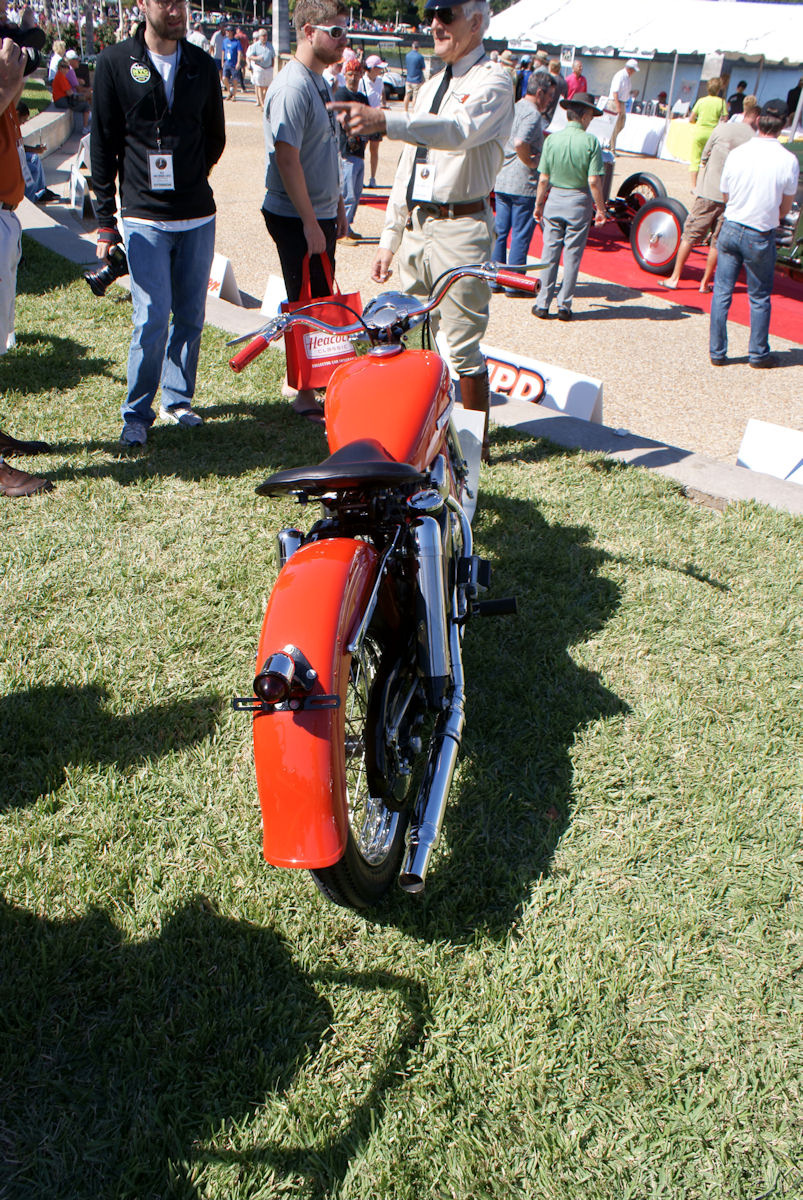
Vue arrière.
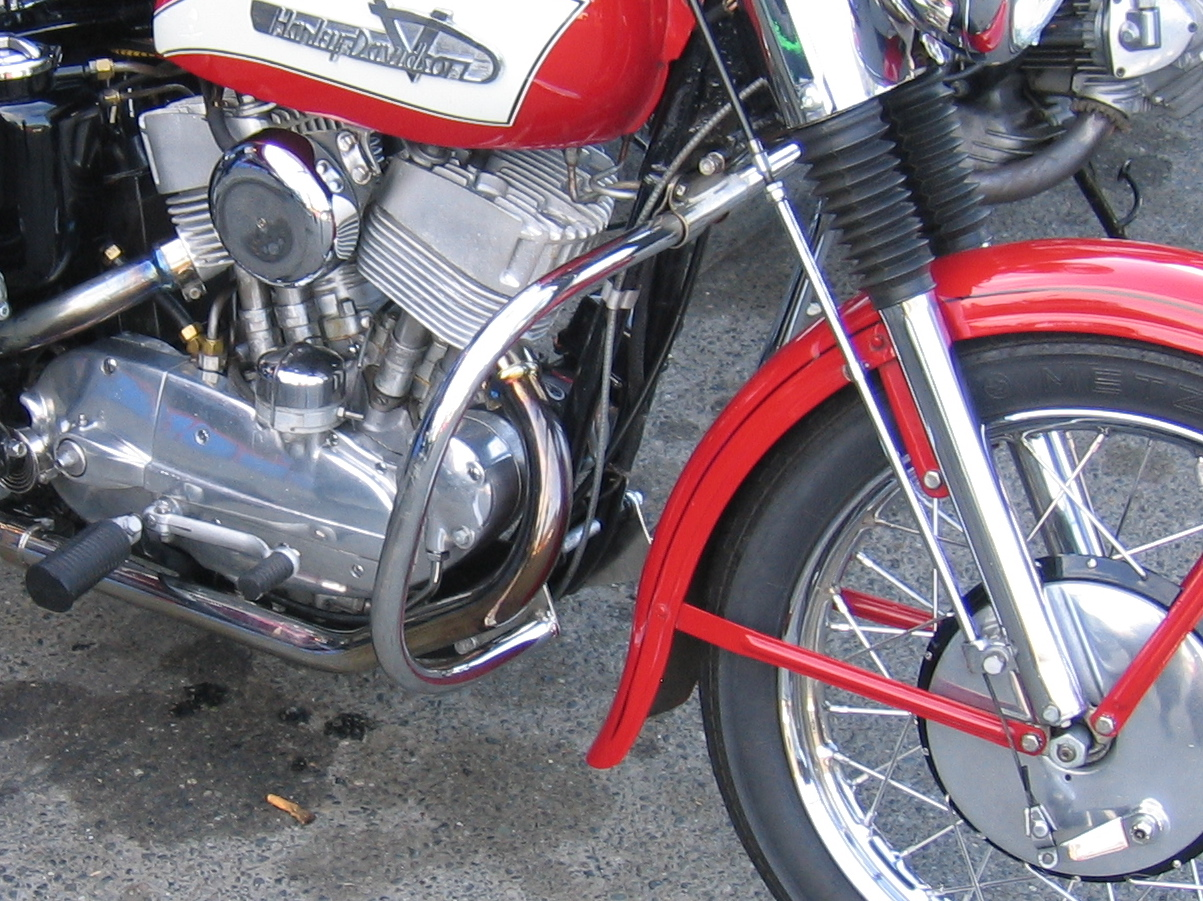
Vue moteur et fourche.